# Karel Zapletal
Karel Zapletal (3. listopadu 1840 Radvanice – 30. června 1894 Radvanice) byl rakouský politik české národnosti z Moravy; poslanec Moravského zemského sněmu.

## Biografie
Narodil se v Radvanicích, kde byl jeho otec panským úředníkem a později majitelem svobodného dvora. Karel vystudoval reálnou školu v Kroměříži a Olomouci. Privátně pak studoval zemědělství a chemii. Nastoupil do armády, ale roku 1864 musel ze služby odejít kvůli nemoci otce, za kterého musel převzít vedení dvora a vápenky. Armádu ale trvale neopustil. Od roku 1869 byl důstojníkem zeměbrany, roku 1876 byl povýšen na nadporučíka a roku 1883 na hejtmana u 11. zeměbraneckého dělostřeleckého batalionu. Byl i veřejně a politicky činný. Od roku 1866 působil jako starosta Radvanic. V této funkci se připomíná ještě v polovině 80. let a zhruba po stejnou dobu byl rovněž i členem okresního silničního výboru. V letech 1870–1877 byl členem okresní školní rady. Roku 1880 se stal předsedou správní rady akciového cukrovaru v Prosenicích, u jehož založení stál. Od roku 1878 byl členem správní rady Prvního moravského akciového pivovaru v Přerově. Byl též předsedou spolku vojenských veteránů v Prosenicích. Jako vlivný obyvatel Radvanic prý prosadil, aby železniční stanice zřízená dodatečně na Severní dráze císaře Ferdinanda byla nazvána Radvanice, ačkoliv stála v Prosenicích.
V 80. letech se zapojil i do vysoké politiky. V zemských volbách v roce 1884 byl zvolen na Moravský zemský sněm, kde zastupoval kurii venkovských obcí, obvod Hranice, Libavá, Lipník, Dvorce. Mandát zde obhájil v zemských volbách v roce 1890. Poslancem byl až do své smrti roku 1894. Pak ho na sněmu nahradil Hynek Florýk. V roce 1884 je označován za českého kandidáta (Moravská národní strana, staročeská). Byl jedním z místopředsedů sněmovního klubu národních poslanců.
Zemřel v červnu 1894 na svém statku v Radvanicích, po dlouhé a trapné nemoci.
Jeho příbuzný, čtvrtláník z Radvanic, Jan Zapletal, byl během revolučního roku 1848 poslancem Říšského sněmu. Bratr Jana Zapletala František Zapletal z Luběnova působil v 2. polovině 19. století jako vrchní státní návladní.